# Douwe Feyo van Aylva
Douwe Feyo van Aylva (Augsbuurt, 1675 – aldaar, 10 juni 1725) was een Nederlands bestuurder.

## Biografie
Van Aylva was een zoon van Epe van Aylva (1650-1720), grietman van Kollumerland en Nieuwkruisland, en Luts van Aylva (1638-1718). Douwe Feyo was lid van de familie Van Aylva.
Van Aylva trad in militaire dienst en was tussen 1686 en 1692 kapitein. In 1712 volgde hij zijn vader op als grietman die ten gunste van zijn zoon afstand deed van dit ambt terwijl hij zelf de functie van assessor behield. Ten tijde van zijn grietmanschap had Douwe Feyo in de grietenij te maken met veeziekten en overstromingen door dijkdoorbraken. Naast grietman was Van Aylva ook lid van Gedeputeerde Staten van Friesland en had hij zitting in de raad van de Admiraliteit van de Maeze.
Van Aylva erfde van zijn ouders de Clantstate waar hij ongehuwd zou overlijden.